# Wettstetten
Wettstetten település Németországban, azon belül Bajorországban. Lakosainak száma 5089 fő (2023. december 31.). Wettstetten Stammham és Lenting községekkel határos.

## Népesség
A település népessége az elmúlt években az alábbi módon változott:
| Lakosok száma | 639  | 1234 | 1788 | 2570 | 4754 | 4835 | 4845 | 4886 | 5050 | 5089 |
|               | 1875 | 1950 | 1970 | 1975 | 2012 | 2014 | 2016 | 2017 | 2021 | 2023 |